# 中村一雄
中村 一雄（なかむら かずお、生年不明〈1907年11月3日～1908年11月2日〉 - 1990年11月2日）は、日本の競馬騎手、調教師、競走馬生産者。

## 経歴
長野県埴科郡戸倉村出身。1923年に美馬勝一のもとへ入門し、翌1924年に初騎乗とされる。騎手兼調教師として、1934年春の帝室御賞典（東京）に優勝したミラクルユートピアを手掛けた。ほかハクリュウやファインモアといった騎乗馬で後の重賞を制覇している。また管理馬オーミヤチダケとダイヱレクは、それぞれ実弟の中村広を乗せ、前者は福島の帝室御賞典、後者は横浜農林省賞典四歳呼馬（後の皐月賞）を制している。広は形式的には弟弟子だったが、事実上は一雄が師匠として騎乗を仕込んだ。その指導は非常に厳しいものだったというが、のちに広は日本競馬史上初の500勝を達成するなど名騎手として知られた。
一雄自身は当時の日本では珍しい鐙（あぶみ）の短いモンキー乗りで騎乗していた騎手のひとりである。師匠の美馬も同様だったが、より先進的にアレンジしたものだったとされる。日刊スポーツ初期の記者である大島輝久が、先輩記者に往年の名騎手は誰かと尋ねると、口を揃えて一雄の名を挙げたという。前半抑え、後半で追い込みをかける戦法が多かった当時にあって、一雄は先行してレースを進めることが多く、「ハナ切りの名人」「逃げの中村一雄」とも称された。先行策が多く見られるようになるのはずっと時代が下ってからのことであり、弟子の渡辺正人は「わが流儀は三十年の昔から大方が今目覚めて採用せざるを得ない方法を既にマスターしていたのだから、ちょっと違う」と述べている。
太平洋戦争中に廃業し、実業家に転身。その後、北海道の明和牧場に場長として迎えられた。同場は当時80頭の繁殖牝馬を抱える大規模牧場だったが、不況による馬の生産過剰の影響を受け打撃を被っていた。中村は1976年に繁殖牝馬の数を一気に半減させたうえで育成部門に力を注ぎ始め、さらに翌1977年からは預託育成も開始。こうした取り組みが功を奏して牧場の成績は向上し、経営も安定していった。在任中には生産馬ハワイアンイメージが皐月賞に優勝している。その功績を称えて同場には胸像が建立された。
1990年11月2日、長野県の自宅にて病気により82歳で死去。

## エピソード
東京優駿（日本ダービー）には4度騎乗し、1939年のゴールデンモアの3着が最高成績であった。管理馬としては1933年にメリーユートピアが2着しているが、このとき中村は別馬の調教中に右足を骨折して騎乗できず、紆余曲折を経て徳田伊三郎が代わりに騎乗していた。その弟であるミラクルユートピアは翌年の日本ダービーで不動の本命馬と目されていたが、当日朝の調教で左前脚の繋骨にひびが入り、出走することができなかった。前日晩の就寝中に中村はひどくうなされており、一緒に寝ていた武田文吾が訝しんで揺り起こすと、中村は「スタートで両側から挟まれて、どうしても出られない夢を見た」と語ったという逸話がある。

## 成績

### 騎手成績
| 通算成績 | 1着 | 2着 | 3着 | 騎乗数 | 勝率 | 連対率 |
| -------- | --- | --- | --- | ------ | ---- | ------ |
| 計       | 271 | 165 | 149 | 1104   | .245 | .395   |

#### 主な騎乗馬
※馬名太字は調教師も兼務。括弧内は中村騎乗時の優勝競走。
- ケンシク（京都各内国産牝馬連合・秋）
- ハクリュウ（1932年目黒記念・春、中山四千米）
- ミラクルユートピア（1934年東京帝室御賞典・春）
- ファインモア（1939年中山記念・春）

### 調教師成績

#### 主な管理馬
※太字は八大競走。
- オーミヤチダケ（1933年福島帝室御賞典）
- ダイヱレク（1943年横浜農林省賞典四歳呼馬）